# Lac Woollett
Pour les articles homonymes, voir Woollett.
Le lac Woollett est un plan d'eau douce traversé par la rivière Rupert, coulant dans la municipalité d'Eeyou Istchee Baie-James, en Jamésie, dans la région administrative du Nord-du-Québec, dans la province de Québec, au Canada.
La surface du lac Woollett est habituellement gelée de la fin octobre au début mai, toutefois la circulation sécuritaire sur la glace se fait généralement de la mi-novembre à la fin d'avril.

## Géographie
Le lac Woollett comporte une longueur de 37,7 km d'une nature difforme en deux grandes parties, une largeur maximale de 5,4 km et une altitude de 343 m. Ce lac est surtout alimenté par la rivière Rupert (venant du Sud-Est) laquelle traverse en amont le lac Capichinatoune ; il est aussi alimenté par plusieurs décharges venant du nord-est.
La rivière Rupert traverse le lac Woollett sur 21,1 km à partir de la quatrième chute à l'embouchure du lac Capichinatoune. De là, le courant coule d'abord sur 7,9 km vers le nord-ouest pour contourner une presqu'île montagneuse ; puis vers l'ouest sur 5,3 km en traversant un archipel jusqu'à deux passes dont l'entrée de chacune est distancée de 0,9 km. Le courant de la rivière Rupert utilise surtout la passe la plus au Nord, et poursuit son cours sur 7,9 km jusqu'à l'embouchure du lac. La deuxième passe comporte une longueur de 6,4 km en contournant par le nord et l'ouest une montagne dont le sommet atteint 544 m, pour atteindre la partie sud-ouest (longueur : 13,0 km) du lac Woollett.
Les principaux bassins versants voisins du lac Woollett sont :
- côté nord : lac Comeau (rivière Rupert), lac Michaux, lac Thereau, rivière Eastmain ;
- côté est : lac Fromenteau (rivière Wabissinane), rivière Wabissinane, lac Mistassini, lac Albanel ;
- côté sud : rivière Rupert, lac Capichinatoune, rivière Shipastouk, baie Radisson, lac Mistassini ;
- côté ouest : rivière Rupert, lac des Pygargues, lac Cawachagamite.

L'embouchure du lac Woollett est localisée à :
- 34,2 km à l'ouest du lac Mistassini ;
- 78,3 km au nord du centre du village de Mistissini (municipalité de village cri) ;
- 138,8 km au nord du centre du village de Chibougamau ;
- 93,4 km à l'est de l'embouchure du lac Mesgouez lequel est traversé par la rivière Rupert ;
- 340 km à l'est de la confluence de la rivière Rupert et de la baie de Rupert[1].

L'embouchure du Lac Woollett est située à l'ouest ; le courant descend ensuite vers le sud-ouest en suivant le cours de la rivière Rupert jusqu'à la baie de Rupert.

## Toponymie
Jadis, ce plan d'eau était désigné "Lac Pinched Neck". Le lac a été nommé en l'honneur de Walter «Babe» Woollett, un pilote de la Royal Air Force qui s'est établi au Canada en 1928. Il a ensuite travaillé pour la Canadian Airways et la Dominion Skyways, qui couvraient respectivement le Labrador et le nord-ouest du Québec. Le lac a été nommé en 1945, sur une suggestion du gouvernement canadien.
Le toponyme "lac "Woollett " a été officialisé le 5 décembre 1968 par la Commission de toponymie du Québec, soit lors de la création de cette commission.